# Prosthechea rhombilabia
Prosthechea rhombilabia är en orkidéart som först beskrevs av S.Rosillo, och fick sitt nu gällande namn av Wesley Ervin Higgins. Prosthechea rhombilabia ingår i släktet Prosthechea och familjen orkidéer. Inga underarter finns listade i Catalogue of Life.